# Millestvattnet
Millestvattnet är en sjö i Strömsunds kommun i Jämtland och ingår i Ångermanälvens huvudavrinningsområde. Sjön har en area på 0,678 kvadratkilometer och ligger 482,8 meter över havet. Millestvattnet ligger i Gråberget-Hotagsfjällen Natura 2000-område.

## Delavrinningsområde
Millestvattnet ingår i det delavrinningsområde (712064-146304) som SMHI kallar för Utloppet av Millestvattnet. Medelhöjden är 514 meter över havet och ytan är 3,56 kvadratkilometer. Det finns inga avrinningsområden uppströms utan avrinningsområdet är högsta punkten. Vattendraget som avvattnar avrinningsområdet har biflödesordning 5, vilket innebär att vattnet flödar genom totalt 5 vattendrag innan det når havet efter 272 kilometer. Avrinningsområdet består mestadels av skog (79 procent). Avrinningsområdet har 0,73 kvadratkilometer vattenytor vilket ger det en sjöprocent på 20,6 procent.